# 川原侃
川原 侃（かわはら すなお、1878年（明治11年）11月16日 - 1953年（昭和28年）11月28日）は、日本の陸軍軍人。最終階級は陸軍少将。

## 経歴
鹿児島県、のちの川内市（現薩摩川内市）で、川原甚左衛門の三男として生れる。鹿児島第一中学校（現鹿児島県立鶴丸高等学校）を経て、1901年（明治34年）11月、陸軍士官学校（13期）を卒業。翌年6月、歩兵少尉に任官し歩兵第45連隊付となる。1904年（明治37年）6月から1906年（明治39年）3月まで日露戦争に出征した。
1906年5月、第6師団副官に就任。歩兵第45連隊中隊長、陸軍歩兵学校教官を経て、1917年（大正6年）8月、歩兵少佐に昇進し歩兵第10連隊付となる。1918年（大正7年）6月、独立守備隊副官に転じ、歩兵学校教官を経て、1922年（大正11年）8月、歩兵中佐に進級し独立守備隊歩兵第1大隊長に就任。1925年（大正14年）7月、近衛師団司令部付（中央大学配属、配属将校）となる。
1926年（大正15年）3月、歩兵大佐に昇進。1927年（昭和2年）5月、近衛歩兵第2連隊長に就任。豊橋陸軍教導学校長を経て、1931年（昭和6年）8月、陸軍少将に進級。1932年（昭和7年）9月、歩兵第16旅団長となり満州事変に出動した。1935年（昭和10年）3月に待命となり、同月、予備役に編入された。
その後、1942年（昭和17年）3月、満州開拓団指導員訓練所長となった。

## 親族
- 長男 川原幸助（陸軍大尉）[1]
- 弟 川原八郎（陸軍大佐）[1]

## 栄典
勲章
- 1940年（昭和15年）8月15日 - 紀元二千六百年祝典記念章[6]